# Мост Лидувенай
Мост Лидувенай (лит. Lyduvėnų tiltas) — железнодорожный металлический ферменный мост над долиной реки Дубиса, расположенный в деревне Лидувенай, Каунасский уезд, Литва. Является частью железнодорожной линии Радвилишкис—Пагегяй. Самый длинный (599 м) и высокий (42 м) мост в Литве. Мост включён в Регистр культурных ценностей Литовской Республики, охраняется государством (код 2288).

## История
Мост был построен немецкими военными и во время Первой мировой войны. Строительство вели две резервные роты немецкой армии, к которым было приписано 2000 военнопленных. Работы начались в сентябре 1915 года, 20 июня 1916 года строительство моста было завершено. Мост был назван в честь Пауля фон Гинденбурга. Деревянный мост имел длину 670 м и высоту 42 м, было использовано 7000 м3 лесоматериалов. Под основание моста на глубину 15 м было забито около 1400 свай. Ширина моста у основания составляла 21 м, ширина верхней части — 5,5 м. На момент открытия это было самое большое инженерное сооружение на Восточном фронте и один из крупнейших деревянных железнодорожным мостов в Европе. В 1930-х годах модель моста была изготовлена военными инженерами отдельной учебной роты железнодорожного батальона и использовалась в учебных целях. В настоящее время модель экспонируется в Военном музее имени Витовта Великого в Каунасе.
Мост представлял собой деревянную железнодорожную эстакаду. Из-за слабости конструкции, связанной с основным материалом моста — древесины, мост плохо подходил для проезда через него крупных железнодорожных составов и военных поездов. Из-за низких эксплуатационных качеств и постоянной угрозы пожара в 1916—1918 годах в 20 м от деревянного моста был построен стальной мост на железобетонных опорах. Работы по изготовлению и монтажу металлоконструкций пролётного строения выполняла машиностроительная фабрика Maschinenfabrik Augsburg-Nürnberg. Мост был открыт для движения 17 мая 1918 года, после чего начался демонтаж деревянного моста. Мост был однопутный, состоял из девяти пролётов по 62,4 м каждый, общей длиной 570 м, высотой 42 м от реки (на тот момент самый длинный в странах Балтии).
До Второй мировой войны движение по мосту было очень интенсивным. Пассажирскими поездами было перевезено за год от 5 до 12 тысяч пассажиров, товарные поезда перевезли много грузов из Советского Союза в Германию. В 1941 году, с целью затруднения наступления немцев, мост планировали взорвать красноармейцы, но из-за быстрого наступления немецкой армии это не удалось осуществить. В 1944 году мост был взорван отступавшими немецкими войсками. Поскольку железнодорожная ветка Радвилишкис—Пагегяй имела большое стратегическое значение, временный деревянный мост был построен осенью того же года всего за 29 дней. Работы велись инженерными частями советских войск с помощью немецких военнопленных.
В 1948 году началось строительство постоянного моста. Работы велись силами Мостопоезда 446. При строительстве были использованы три сохранившиеся опоры моста; также было построено шесть новых опор. Для пролетного строения использовались фермы двух типов: трофейные из Германии и советские. 1 мая 1952 года по новому мосту прошел первый поезд.
В 2001—2005 годах компания AB Panevėžio keliai выполнила ремонт моста. В ходе работ выполнен ремонт и антикоррозионная защита металлоконструкций (мост перекрашен в светло-серый цвет), ремонт железобетонный конструкций опор. Работы выполнялись без закрытия движения по мосту. В 2006 году компания ЗАО «Институт Гипростроймост-Санкт-Петербург» провела обследование моста, по результатам которых было определено, что мост соответствует проектному классу нагрузок.
В 2008 году железнодорожный мост Лидувенай получил статус памятника культуры Литвы. На данный момент по мосту Лидувенай проезжают только грузовые поезда.
В конце 2022 года у всех желающих откроется возможность посетить данный мост.

## Конструкция
Мост девятипролётный металлический. Пролёты по 62,4 м каждый перекрываются балочными фермами с параллельными поясами. Высота конструкции над уровнем реки — 42 м. Опоры монолитные железобетонные. Общая длина моста составляет 599 м, ширина — 4,5 м.
Мост однопутный, предназначен для движения железнодорожного транспорта. Пешеходное движение по мосту запрещено.